# Paraphisis wonnewarra
Paraphisis wonnewarra är en insektsart som beskrevs av Rentz, D.C.F. 2001. Paraphisis wonnewarra ingår i släktet Paraphisis och familjen vårtbitare. Inga underarter finns listade i Catalogue of Life.